# Carina Massone Negrone
La marquise Carina Massone Negrone (née à Bogliasco le 20 juin 1911 et morte dans la même ville le 19 mars 1991) est une aviatrice italienne considérée comme l'une des premières héroïnes du ciel .

## Biographie
Mariée au marquis Ambrogio Negrone (avec qui elle eut un fils, Vittorio), elle est la première femme italienne à obtenir en 1933 une licence de pilote de la Reale Unione Nazionale Aeronautica (RUNA).
Grande sportive ( natation, ski, tennis ), elle préfère voler, activité majoritairement pratiquée par des hommes, interprètes alors du dynamisme viril encouragé par le futurisme et le fascisme.
Le 5 mai 1934, elle établit son premier record personnel en volant à une altitude de 5 544 mètres avec un hydravion classe C. Avec le soutien de  Italo Balbo, elle s'attaque au record du monde de Maryse Hilsz', 11 289 mètres , s'entraînant  à l'aéroport de Guidonia Montecelio .
Le 20 juin 1935, elle décolle de la base de Guidonia Montecelio à bord d'un biplan Caproni Ca.113 équipé d'un moteur Pegasus 1110, emportant avec elle une chemise chauffante et une bouteille d'oxygène. Malgré la raréfaction de l'air et des basses températures en haute altitude (jusqu'à -35 °C ) elle atteint atteint 12 043 mètres (39 402 pieds), battant le record de Hilsz de 754 mètres. Ce record reste valable pour cette catégorie d'avions à hélices.
Elle a établi sept autre records du monde de vol, dont le dernier  le 19 juin 1954, volant de Brescia à Louxor ( Égypte ) soit 2 987 km en 13 heures 34 minutes, à une vitesse moyenne de 299 km par heure.
En 1951, elle participe à un tour aérien de l'Algérie aux côtés d'Ada Marchelli sur un monoplan Macchi MB-308 ainsi qu' à divers concours internationaux et fonde finalement une école de pilotage.

## Posterité
En 1996, un timbre commémoratif d'une valeur faciale de 750 L  a été émis en son honneur par Poste Italiane. Une place a été dédiée à Carina Negrone dans sa ville natale.